# Los pecados de Bárbara
Los pecados de Bárbara es una serie de televisión por internet de comedia dramática producida por Mónica Lozano y Eamon O'Farrill para Televisa.
La producción de la serie inició el 11 de marzo de 2019 y el claquetazo oficial fue el 14 de marzo de ese mismo año. Y esta desarrollado originalmente por Kirén Miret y Beto López. La serie se estrenó primero por plataforma de streaming Blim TV el 15 de noviembre de 2019, subiéndose cada domingo un nuevo episodio, y se estrenó en televisión por Las Estrellas el 6 de enero de 2020 y finalizó el 30 de marzo del mismo año.
Está protagonizada por Diana Bovio, junto con Irán Castillo, Antonio Fortier, Albi De Abreu, Dolores Heredia, Mauricio Isaac, Pascacio López, Claudio Lafarga, Regina Orozco, y con Grettell Valdez como la villana principal; contando así con las actuaciones especiales de las primeras actrices Blanca Guerra y Ana Martín.

## Reparto

### Reparto principal
- Diana Bovio como Bárbara Godínez Robledo / Bárbara Gonzaga Robledo
- Irán Castillo como Georgina «Coqui» Godínez Robledo[6]
- Antonio Fortier como Jerónimo «Jero» Márquez[6]
  - José Alfaro como Jerónimo de joven[6]
- Albi De Abreu como Bosco de Agostini Pons[6]
- Blanca Guerra como Matilde Robledo vda. de Godinez[6]
- Ana Martín como Inés Fernández vda. de Porrero[6]
- Dolores Heredia como «La China» [6]
- Mauricio Isaac como Félix[6]
- Pascacio López como Iván Cavazos Ugalde
- Claudio Lafarga como Nicanor
- Regina Orozco como Dolores «Lola» Cantú Alvarado[6]
- Axel Trujillo como Benigno Paredes Santos
- Valentina Buzzurro como Elsa «Eli» Agostini Gonzaga / Elsa «Eli» Agostini Godinez
- Luisa Rubino
- Geraldine Zinat como Úrsula
- Raquel Becerra como Odaya  Serrano Jones[6]
- Catalina López
- Gilberto Barraza
- Álex Marín
- Irineo Álvarez
- Aranza Carreiro
- Juan Cristóbal Castillo
- Luca Valentini
- Yankel Stevan
- Grettell Valdez como Gloria Pelayo Tovar[6]

## Episodios
| N.º | Título                     | Fecha de lanzamiento original |
| --- | -------------------------- | ----------------------------- |
| 1 | «Mi mejor pecado»          | 15 de noviembre de 2019       |
| Lola, Bárbara y Eli deben huir tras ser acusadas por Bosco de fayuqueras, pero tendrán que llegar a Santa Bárbara, un pueblo muy peculiar. Bárbara se reencuentra con Coqui y con Jairo, quienes no le dan muy buena bienvenida. Además, tiene un plan para hacerse rica.                        |                            |                               |
| 2 | «Secretos»                 | 15 de noviembre de 2019       |
| Coqui corre a Bárbara de su casa, pero esta la amenaza con acusarla de cómplice en su “crimen”; Coqui la deja quedarse bajo sus condiciones. Bárbara miente sobre la edad de Eli y esta la confronta pues quiere saber qué esconde. Gloria sospecha que Eli es hija de Jero.                     |                            |                               |
| 3 | «Todo lo que puedo»        | 15 de noviembre de 2019       |
| Gloria cuestiona a Jero sobre su relación con Bárbara. La China golpea a Bosco. Bárbara y Lola arreglan el bar para transformarlo en el chippendale. Lola y Odaya hacen casting para el chip. La policía está segura de que Bárbara es la cabecilla del grupo de fayuca.                         |                            |                               |
| 4 | «Deudas»                   | 15 de noviembre de 2019       |
| Bárbara trata de hacer las paces con Eli pues no quiere que entre ellas pase lo mismo que con su mamá. Jero quiere saber si Eli es su hija. Bárbara huye de Policarpio y para no enfrentarlo, ¡cachetea a Jero para que la arreste! Lu vuelve a meter en problemas a Eli.                        |                            |                               |
| 5 | «Mi cárcel»                | 15 de noviembre de 2019       |
| Coqui por fin conoce a la madre superiora y queda en shock al ver que es su mamá; además, le exige a Bárbara irse tras los chantajes de Gloria. Bárbara le asegura a Jero que Eli no es su hija y se besan. Matilde le pide a Coqui mantenerla informada de todo lo que hace Bárbara.            |                            |                               |
| 6 | «No me detengan»           | 17 de noviembre de 2019       |
| Jero le confiesa al padre lo que siente por Bárbara y Eli le dice a Sor Piedad quién es la culpable de las desgracias de su familia. Iván encuentra a Bárbara en Santa Prudencia, pero La China la quiere muerta. Santiago está a punto de ser descubierto por su esposa.                        |                            |                               |
| 7 | «Rompiendo reglas»         | 24 de noviembre de 2019       |
| Jero quiere aplicar otra vez para el programa de la NASA, noticia que a Gloria no le hace muy feliz. Toda la familia Godínez ya sabe que Coqui apostó la camioneta. Bárbara cacha a Cavazos con el collar y este inventa que le gusta vestirse de mujer; Jero encuentra la camioneta de Bárbara. |                            |                               |
| 8 | «¿Qué nos pasó?»           | 1 de diciembre de 2019        |
| Jero desconfía de Bárbara, pero esta se hace la víctima para engañarlo. Pelayo le hace una romántica propuesta a Coqui. Gloria le revela a Jero que esperan un bebé, pero este confiesa ya no quererla. Policarpio es envenenado y Eli y Benigno deciden empezar de nuevo su amistad.            |                            |                               |
| 9 | «Mamá»                     | 8 de diciembre de 2019        |
| Bárbara le pide dinero a don Everardo, pero este le pone una peligrosa condición. Eli cuestiona a Coquis sobre el pasado de su mamá. Eli habla con Jero y le confiesa lo mucho que desearía que él fuera su papá. Bárbara se enfrenta a Sor Piedad.                                              |                            |                               |
| 10 | «Baile de corazones»       | 15 de diciembre de 2019       |
| >Bárbara le confiesa a Eli quién es su padre y don Everardo le exige a Cavazos que le entregue el collar de La China. La apertura del chippendale resulta un fiasco por culpa de la madre superiora. Eli y Benigno se besan y Bárbara da el discurso final del Baile de Corazones.               |                            |                               |
| 11 | «Puertas abiertas»         | 22 de diciembre de 2019       |
| Bárbara le pide a Jero olvidar lo que ocurrió en el pasado. Lola encuentra a Cavazos apuntándole con una pistola a don Everardo. Las monjas planean aliarse con Gloria y Nicanor para destruir a Bárbara. Jero confronta a don Everardo.                                                         |                            |                               |
| 12 | «Hojaldres»                | 29 de diciembre de 2019       |
| Coqui acepta ser novia de Nicanor y Bárbara descubre que su madre está más cerca de lo que se imagina. Bárbara duda en reabrir el antro, pero sus amigas la apoyan. Coqui descubre que Gloria no está embarazada.                                                                                |                            |                               |
| 13 | «Declaración de guerra»    | 5 de enero de 2020            |
| El laxante surte efecto y todas sufren en el antro. Benigno y Eli se declaran su amor y Chepita se enfrenta a La China. Bárbara descubre que es su madre quien la ha perjudicado y que Coqui es su cómplice.                                                                                     |                            |                               |
| 14 | «Vivan los novios»         | 12 de enero de 2020           |
| Gloria descubre a Matilde, pero la madre la pone en su lugar. Coqui le ruega a Bárbara le ayude con la hipoteca de la casa. Jero confronta a Bárbara por estar prófuga de la justicia, pero la pasión les gana y terminan acostándose; Gloria manda a matar a Bárbara.                           |                            |                               |
| 15 | «El pacto»                 | 19 de enero de 2020           |
| Jero acepta casarse con Gloria y a la boda llega Bárbara, donde se reencuentra con el Zacates. Eli tiene papiloma y la madre está lista para dejar el convento. Coqui humilla a Eli y la corre de la casa, pero Bárbara le dice que se arrepentirá, pues es su hija.                             |                            |                               |
| 16 | «Antes muerta que vencida» | 26 de enero de 2020           |
| Bárbara intenta chantajear a Gloria, pero esta la corre de Santa Prudencia, Coqui no cree que Eli sea su hija. Sor Piedad le regala a Coqui un prendedor con el USB, así que Bárbara, Jero y Cavazos pelearán por el.                                                                            |                            |                               |
| 17 | «Subasta»                  | 2 de febrero de 2020          |
| Coqui duda ante la propuesta romántica de Cavazos. Gloria le reclama a Jero el haber ido a casa de Bárbara y Matilde se niega a hacer las paces con su hija. En la subasta, La China oferta mucho dinero por Bárbara y Matilde y Sor Piedad encuentran muerto al padre.                          |                            |                               |
| 18 | «El muerto al pozo»        | 9 de febrero de 2020          |
| Bárbara esta harta del asunto del USB y decide tomar cartas en el asunto. Matilde le exige a Coqui impedir la autopsia del padre Fulgencio. La China amenaza a Bárbara con matar a Eli si no le entrega el prendedor, pero Coqui tiene otro plan para la joya.                                   |                            |                               |
| 19 | «La mera mera»             | 16 de febrero de 2020         |
| Bárbara pelea con Coqui por haber tirado el prendedor. Nicanor se entrega a las autoridades y Gloria descubre que Eli es hija de Coqui. Bárbara y Jero planean irse de Santa Prudencia, pero Gloria amenaza a Bárbara con revelarle a Eli la verdad.                                             |                            |                               |
| 20 | «La cena»                  | 23 de febrero de 2020         |
| Jero le pide a Gloria el divorcio y Bárbara, Odaya y Lola buscan el USB en el panteón. Bosco quere desenmascarar a Don Everardo, pero ocurrirá una tragedia en Santa Prudencia. Todos se reúnen en casa de Inés para celebrar su nombramiento.                                                   |                            |                               |
| 21 | «Busco culpable»           | 1 de marzo de 2020            |
| Jero sospecha que Bárbara mató a Bosco; ambos se enfrentan a La China, pero esta presenta una prueba que incrimina a Bárbara. Bárbara enfrenta a Don Everardo por la muerte de Bosco y Jero la llevará a un lugar donde La China no pueda encontrarla.                                           |                            |                               |
| 22 | «Verdades y consecuencias» | 8 de marzo de 2020            |
| Sor Piedad ayuda a Bárbara a escapar del convento. Lourdes se vuelve loca y Gloria le confiesa a Jero la verdad sobre Eli. La China lleva a cabo su venganza. Bárbara le confiesa la verdad a Eli y un video prueba quién mató a Bosco.                                                          |                            |                               |
| 23 | «La hija»                  | 15 de marzo de 2020           |
| La China secuestra también a Coqui y la encierra con Eli. Cavazos se casa con La China y Bárbara no quiere saber más de Jero. Don Everardo intenta matar a Bárbara, pero Matilde trata de impedirlo. Coqui descubre que Eli es su hija.                                                          |                            |                               |
| 24 | «Matilde»                  | 22 de marzo de 2020           |
| Eli esta resentida con Bárbara y le dice que la perdonará si arregla las cosas con Matilde. Don Everardo por fin es detenido. Bárbara se reencuentra con Matilde. Gloria insiste en convertirse en madre, Eli y Cavazos le roban el cheque a La China.                                           |                            |                               |
| 25 | «A volar»                  | 29 de marzo de 2020           |
| Matilde le confiesa a Bárbara que Everardo es su papá. Gloria le pide perdón a Bárbara y Coqui acusa a Gloria de ser una ladrona. Bárbara tiene que decidir entre irse con Félix o con Jero, la cual la hace dudar. Las historias siempre tienen un final que no es final.                       |                            |                               |